# Boardman (Carolina del Nord)
Boardman è una città degli Stati Uniti d'America situata nella Carolina del Nord, nella Contea di Columbus.